# فلوران اويير
فلوران اويير (بالفرنسية: Florent Ogier)‏ (21 مارس 1989 بليون في فرنسا - ) هو لاعب كرة قدم فرنسي في مركز الدفاع. لعب مع بورغ أون بريس بيروناس ونادي باريس ونادي ديجون ونادي غرونوبل ونادي بيزنسون ‏ وVendée Poiré-sur-Vie Football ‏ وLyon-La Duchère ‏.

## وصلات خارجية
- فلوران اويير على موقع قاعدة بيانات كرة القدم.إي يو (الإنجليزية)
- فلوران اويير على موقع ليكيب (الفرنسية)
- فلوران اويير على موقع Soccerway.com (الإنجليزية)